# 1886
1886 (MDCCCLXXXVI) fue un año común comenzado en viernes según el calendario gregoriano.

## Acontecimientos

### Enero
- 2 de enero: Francia establece su «protectorado» en Madagascar.
- 5 de enero se publicó el libro El extraño caso del doctor Jekyll y el señor Hyde de Robert Louis Stevenson.
- 29 de enero: el ingeniero alemán Carl Benz presenta una patente de un vehículo de tres ruedas con un motor de combustión interna.

### Febrero
- 15 de febrero: En la ciudad de Bogotá, Nicolás Pinzón Warlosten funda la Universidad Externado de Colombia.
- 23 de febrero: Charles Hall descubre el sistema para obtener aluminio, un metal que hasta entonces se consideraba semiprecioso, dado que se desconocía la manera de aislarlo de sus componentes.

### Marzo
- 3 de marzo: se firma el Segundo Tratado de Bucarest, por el que concluye el conflicto entre Serbia y Bulgaria.

### Abril
- 1 de abril: en Colombia, José María Campo Serrano asume como presidente.

### Mayo
- 1 de mayo: en Chicago (Estados Unidos) comienza una huelga general de trabajadores para demandar la jornada de 8 horas, que tres días más tarde terminará con la Revuelta de Haymarket. La policía mata a tiros a decenas de obreros. A partir de entonces se conoce al 1 de mayo como el Día Internacional de los Trabajadores.
- 2 de mayo: la guerra de España y Perú inicio a las 11:30 y los españoles se fueron de las costas Peruanas el 10 de mayo
- 8 de mayo: sale a la venta la Coca-Cola, farmacéutico para el dolor de estómago con hoja de coca, que más tarde se convertiría en refresco de cola negra.
- 12 de mayo: Tornado en Madrid, España (Tornado de Madrid de 1886) con alrededor de 47 víctimas mortales.

### Junio
- 13 de junio: en la ciudad de Vancouver (extremo oeste de Canadá), el Gran Incendio de Vancouver devasta la mayor parte de esa ciudad.
- 13 de junio: en el lago de Starnberg, 39 km al suroeste de Múnich (Alemania) se ahoga Luis II de Baviera (40). Las circunstancias exactas de la muerte siguen sin estar claras.

### Agosto
- 5 de agosto: en Colombia, Rafael Núñez promulga una nueva constitución, la cual estuvo vigente durante 105 años, lo que la convierte en una de las más longevas de Sudamérica.
- 13 de agosto: Incidente de Nagasaki.
- 27 de agosto: un terremoto de 7,3 sacude Grecia dejando un saldo de 600 muertos.
- 31 de agosto: un terremoto de 7,3 en Charleston, Carolina del Sur, mata a 60 personas.

### Septiembre
- 9 de septiembre: en la provincia de Córdoba (Argentina) se funda el pueblo de San Francisco.
- 18 de septiembre Se Funda la Primera Compañía de Bomberos de Los Andes, Chile y con esto también el Cuerpo de Bomberos Los Andes.

### Octubre
- 7 de octubre: El Gobierno español decreta la terminación de la ley del Patronato en Cuba (los esclavos o patrocinados estaban bajo la tutela de sus antiguos amos), y por lo tanto el final de la esclavitud en la isla.[1]
- 12 de octubre: En Argentina, Miguel Juárez Celman asume como presidente.
- 28 de octubre: en los Estados Unidos, el presidente Grover Cleveland inaugura la Estatua de la Libertad.

### Noviembre
- 18 de noviembre: renuncia del dictador uruguayo Máximo Santos y asunción de Máximo Tajes, que en 1890 traspasa el poder a los civiles, dando fin a la etapa militarista de la historia uruguaya del siglo XIX.
- 25 de noviembre: en la bahía de San Sebastián (Tierra del Fuego), soldados argentinos liderados por el capitán Ramón Lista matan a 28 indios onas (matanza de playa San Sebastián).

### Diciembre
- 26 de Diciembre: En Santa Maria, Chile. Aparece el primer caso de cólera en Chile.

### Fechas desconocidas
- El Imperio británico invade Nigeria (en África) y Jamaica (en el mar Caribe) y las convierte en colonias.
- En Sudáfrica se funda la población de Johannesburgo
- En Sudáfrica comienza la explotación de los campos auríferos de Main Reef.
- En Etiopía se funda la población de Adís Abeba.
- En España se autoriza la explotación del servicio telefónico por particulares.
- Creación de la Federación Estadounidense del Trabajo.
- En los Estados Unidos se crea la empresa Coca-Cola.
- En Popayán (Colombia) inician las festividades del Amo Jesús de Puelenje.
- Se funda la Facultad Nacional de Minas de la Universidad Nacional de Colombia.
- Se sanciona la ley de Educación y Registro Civil (Argentina)

## Arte y literatura
- Jacinto Verdaguer: Canigó.
- Rimbaud: Iluminaciones.
- Emilia Pardo Bazán: Los pazos de Ulloa.
- Antón Chéjov: Cuentos.
- Rodin: El pensador.
- Robert Louis Stevenson: El extraño caso del doctor Jekyll y míster Hyde.
- Eduardo Pondal: Queixumes dos Pinos.
- León Tolstói: La muerte de Iván Ilich
- Eduardo Acevedo Díaz: Brenda.

## Música
- Se estrena Sinfonía en do menor, del músico francés Camille Saint-Saëns (1835-1921).
- En Nueva Orleans (Estados Unidos) comienza la música de jazz.

## Ciencia y tecnología
- El científico francés Henri Moissan (1852-1907) descubre el flúor.
- Nikola Tesla inventa el alternador.
- Eugen Goldstein descubre los «rayos canales», emisiones de protones.
- Karl Benz comienza a utilizar motores de gasolina en sus primeros prototipos de automóviles.

## Deporte
- Se fundan Arsenal FC
- Se funda el Club Gimnàstic de Tarragona
- Wilhelm Steinitz es proclamado primer campeón mundial oficial de Ajedrez

## Nacimientos

### Enero
- 2 de enero: Florence Lawrence, inventora y actriz canadiense (f. 1938).
- 3 de enero: Josephine Hull, actriz estadounidense (f. 1957).
- 11 de enero: Chester Conklin, humorista y actor cinematográfico estadounidense (f. 1971).
- 24 de enero: Henry King, cineasta estadounidense (f. 1982).
- 30 de enero: Alfonso Daniel Rodríguez Castelao, escritor, periodista y político galleguista español.

### Febrero
- 2 de febrero: Frank Lloyd, cineasta angloestadounidense (f. 1960).
- 6 de febrero: M. N. Roy, revolucionario, activista y teórico bengalí (f. 1956).
- 7 de febrero: Aminta Meléndez, activista social panameña (f. 1979).
- 22 de febrero: Hugo Ball, poeta dadaísta alemán (f. 1927).

### Marzo
- 1 de marzo: Oskar Kokoschka, artista austríaco (f. 1980).
- 24 de marzo: Edward Weston, fotógrafo estadounidense (f. 1958).
- 27 de marzo: Ludwig Mies van der Rohe, arquitecto alemán (f. 1969).

### Abril
- 2 de abril: Reginald Barker, cineasta estadounidense (f. 1945).
- 6 de abril: Osman Ali Khan, Asaf Jah VII, gobernante indio (f. 1967).
- 8 de abril: Dimitrios Levidis, compositor griego-francés (f. 1951).
- 14 de abril: Ernst Robert Curtius, filólogo y romanista alemán (f. 1956).
- 22 de abril: Manuel García Morente, filósofo y teólogo español (f. 1942)

### Mayo
- 2 de mayo: Gottfried Benn, poeta alemán (f. 1956).
- 17 de mayo: Alfonso XIII, rey de España (f. 1941).

### Junio
- 6 de junio: Salvador Mazza, médico argentino.(f. 1946).
- 17 de junio: Gloria de la Prada, poeta, narradora, compositora e intérprete de coplas española.(f. 1951).
- 29 de junio: Robert Schuman, «padre de Europa», en referencia a la Unión Europea (f. 1963).

### Julio
- 3 de julio: Raymond Spruance, militar estadounidense (f. 1969).
- 4 de julio: Henrietta Swan Leavitt, astrónoma estadounidense.(f. 1921).
- 5 de julio: Willem Drees, primer ministro neerlandés (f. 1988).
- 26 de julio: Lars Hanson, actor sueco (f. 1965).

### Agosto
- 2 de agosto: José Ortiz Echagüe, ingeniero militar y fotógrafo español.(f. 1980).
- 26 de agosto: Ceferino Namuncurá, beato mapuche argentino (f. 1905).

### Septiembre
- 1 de septiembre: Othmar Schoeck, director de orquesta y compositor suizo (f. 1957).
- 24 de septiembre: Edward Bach, médico británico, creador de las «flores de Bach» (f. 1936).
- 25 de septiembre: Jesús Guridi, compositor español (f. 1961).

### Octubre
- 3 de octubre: Alain-Fournier, escritor francés (f. 1914).
- 6 de octubre: Edwin Fischer, pianista suizo (f. 1960).
- 24 de octubre: Delmira Agustini, poetisa uruguaya (f.1914)

### Noviembre
- 5 de noviembre: Josep Sebastià Pons, poeta francés en lengua catalana (f. 1962).
- 6 de noviembre: André Marty, líder comunista francés e inspector general de las Brigadas Internacionales durante la guerra civil española (f. 1956).
- 8 de noviembre: Heinrich Brandt, matemático alemán (f. 1954).
- 20 de noviembre: Karl R. von Frisch, zoólogo y etólogo alemán (f. 1982).
- 24 de noviembre: Joaquín Yrarrázabal Larraín, abogado y parlamentario chileno (f. 1947).
- 27 de noviembre: Alberto Caturelli, filósofo argentino (f. 1960).

### Diciembre
- 2 de diciembre: Lester Barlow, inventor de explosivos y piloto estadounidense, que participó en la Revolución mexicana (f. 1967).
- 3 de diciembre: Manne Siegbahn, físico sueco, premio Nobel de Física en 1924 (f. 1978).
- 8 de diciembre: Diego Rivera, pintor mexicano (f. 1957).[2]
- 12 de diciembre: Alfonso de Orleans, aristócrata y aviador militar español (f. 1975).
- 17 de diciembre: Ercilia Pepín, primera mujer maestra e intelectual dominicana.
- 20 de diciembre: Julio Gómez García, compositor español de música clásica (f. 1973).
- 30 de diciembre: Austin Osman Spare, pintor y escritor británico (f. 1956).

### Fechas desconocidas
- Walter Liebenthal, filósofo y sinólogo alemán (f. 1982).
- Juan Manuel Vidal García: político gallego (f. 1936).

## Fallecimientos

### Enero
- 16 de enero: Amilcare Ponchielli, compositor italiano (n. 1834).
- 25 de enero: Benjamín Vicuña Mackenna, político e historiador chileno (n. 1831).

### Marzo
- 17 de marzo: Pierre-Jules Hetzel, editor francés (n. 1814).
- 18 de marzo: José María Montoto López Vigil, escritor y jurista español (n. 1818).

### Mayo
- 13 de mayo: Patricio Lynch, militar chileno.
- 15 de mayo: Emily Dickinson, poetisa estadounidense (n. 1830).
- 30 de mayo: Rafael Lucio Nájera, médico mexicano

### Julio
- 12 de julio: Tomás Villalba, presidente uruguayo (n. 1805).
- 31 de julio: Franz Liszt, compositor húngaro (n. 1811).

### Septiembre
- 7 de septiembre: Lázaro Blanco, personalidad religiosa argentina.

### Octubre
- 9 de octubre: José Casado del Alisal, pintor español (n. 1832).
- 10 de octubre: Guillermo Lehmann, empresario colonizador argentino (n. 1840).
- 21 de octubre: José Hernández, escritor argentino, autor del Martín Fierro (n. 1834).